# Безродный, Григорий Ефимович
Григорий Ефимович Безродный (укр. Григорій Юхимович Безродний; 1900, Новотроицкое, Таврическая губерния — 1932, Ленинград) — герой гражданской войны, дважды Краснознамёнец.

## Биография
Родился в 1900 году в селе Новотроицкое Ново-Троицкой волости Днепровского уезда Таврической губернии (ныне Херсонской области Украины). Украинец. Из крестьян. Образование среднее.
В РККА с мая 1918 года. Участник Гражданской войны с мая 1919 года в составе 1-й Заднепровской стрелковой дивизии. В январе 1920 года участвовал в создании Особой кавалерийской бригады Г. Котовского в селе Лозоватка. Затем красноармеец Особой кавалерийской бригады 45-й стрелковой дивизии 2-го кавалерийского полка бригады Г. Котовского.
В борьбе против внешней и внутренней контрреволюции, защищая Страну Советов, был награждён двумя орденами Красного Знамени (РСФСР). Первой награды удостоен за участие в ликвидации восстания А. Антонова на Тамбовщине в 1921 году, второй — за мужество и отвагу, проявленную в боях при ликвидации банды Тютюнника.
После Гражданской войны — помощник командира взвода в 9-й Крымской и 3-й Бессарабской кавалерийских дивизиях. С 1924 года на советской и партийной работе.
В начале 1930-х годов учился в военной академии в Ленинграде.
Умер в 1932 году в Ленинграде.

## Награды
- Орден Красного Знамени (Приказ РВСР № 202: 31.12.1923);
- Орден Красного Знамени (Приказ РВСР № 335: 14.10.1924)[1].

## Память
- Именем Г. Е. Безродного названа улица в Новотроицком.